# Witold Stępień
Witold Heronim Stępień (ur. 20 lipca 1956 w Konstantynowie Łódzkim) – polski polityk i samorządowiec, w latach 2010–2018 marszałek województwa łódzkiego.

## Życiorys
Ukończył w 1980 studia elektroniczne na Wydziale Elektrycznym Politechniki Łódzkiej. Pracował w ZPW Konstilana, od 1986 był zastępcą kierownika ciepłowni. Później był zatrudniony m.in. w pływalni miejskiej w Konstantynowie Łódzkim, a od 1997 w Przedsiębiorstwie Komunalnym Gminy Konstantynów Łódzki, gdzie doszedł do stanowiska dyrektora technicznego.
W 2001 brał udział w zakładaniu regionalnych struktur Platformy Obywatelskiej. W 2002 objął stanowisko sekretarza miasta w konstantynowskim urzędzie miejskim. W 2008 został powołany na członka zarządu województwa łódzkiego, a w 2009 na urząd wicemarszałka.
W wyborach samorządowych w 2010 z listy PO został radnym sejmiku łódzkiego. 2 grudnia tego samego roku powołano go na stanowisko marszałka województwa. W 2014 utrzymał mandat radnego, 1 grudnia tegoż roku po raz drugi został marszałkiem województwa. W 2015 bez powodzenia kandydował do Sejmu. W 2018 utrzymał mandat radnego województwa na kolejną kadencję, kończąc w listopadzie tegoż roku pełnienie funkcji marszałka. W 2019 bezskutecznie kandydował do Parlamentu Europejskiego.
W latach 2005–2018 był przewodniczącym rady nadzorczej Przedsiębiorstwa Gospodarki Komunalnej Gminy Konstantynów Łódzki. W lipcu 2019 został głównym specjalistą w Bionanoparku w Łodzi.

## Odznaczenia
- Złoty Krzyż Zasługi (2012)[8]
- Brązowy Medal „Za zasługi dla obronności kraju” (2010)[9]
- Złota Odznaka „Zasłużony dla Ochrony Przeciwpożarowej” (2010, wręczona 2011)[10][11]
- Srebrny Medal za Zasługi dla Policji (2011)[12]
- Odznaka Honorowa za Zasługi dla Samorządu Terytorialnego (2015)[13]
- Order św. Marii Magdaleny III stopnia (2013)[14]
- Srebrny Medal za Długoletnią Służbę[15]
- Brązowa Odznaka „Za zasługi dla Związku Żołnierzy Wojska Polskiego”[15]